# 埃里克·林德奎斯特
埃里克·林德奎斯特（瑞典語：Erik Lindqvist，1886年5月20日—1934年9月17日），瑞典前男子帆船运动员。他曾代表瑞典参加1912年夏季奥林匹克运动会帆船比赛，获得12米级银牌。